# 阿格莱奥妮丝
阿格莱奥妮克 (古希腊语 , Aglaonikē; 在世时间公元前2世纪)， 也称为色萨利的阿伽妮克（Aganice of Thessaly），被认为是古希腊第一位女天文学家。在普鲁塔克和罗德岛的阿波罗尼奥斯的著作中曾多次提到过对她。她被视能将月亮从天空中消失的女巫，能预测何时、何地会发生月食。

## 遗产
一些显然为邪术的女占星家，均与阿格莱奥妮克有关，他们被统称为“色萨利女巫”，主要活跃在公元前一至三世纪的数百年间。
柏拉图《高尔吉亚篇》中记载，苏格拉底曾说过“色萨利女妖，她们说，从天上击落月亮，自己将会殒命”。
普鲁塔克写道，阿格莱奥妮克“彻底掌握月亏至满月的变化期，能预先知道月亮被地球影子掩盖的时间，她强行使众人相信，月亮是受她支配的。”
金星上的一个撞击坑是以阿格莱奥妮克命名的。
希腊有一句挖苦他人吹嘘的谚语：“对呀，就如月亮服从阿格莱奥妮克。”

## 参阅
1. ↑  Plutarch, de Off. Conjug. p. 145, de Defect. Orac.  p. 417.
2. ↑  Ogilvie, Marilyn Bailey. . The MIT Press. 1986. ISBN 0-262-15031-X.
3. ↑  施米茨, 莱昂哈德, , 史密斯, 威廉  (编),  1, 波士顿: 59, 1867年  [2014-02-02], （原始内容存档于2010-06-16）
4. 1 2 3  Howard, Sethanne. . Lulu.com. 2008: 31. ISBN 9781435716520.
5. ↑  .   [2014-02-02]. （原始内容存档于2014-08-14）.
6. ↑  .   [2014-02-02]. （原始内容存档于2017-07-14）.